# Чухаревка
Чухаревка — упразднённая деревня в Дуванском районе Республики Башкортостан Российской Федерации. Ныне урочище на территории Лемазинского сельсовета.

## Топоним
Прежнее название — Чухаревский.

## География
Находится у правого берега реки Лемазы между лесными массивами Булатовка и Лукановка.

## История
Посёлок Чухаревский в 1926 году входил в Дуванскую волость Месягутовского кантона.
В 1952 году деревня Чухаревка входила в состав Лемазинского сельсовета Дуванского района.

## Достопримечательности, памятные места
Вдоль дороги к урочищу есть памятник — братская могила.

## Транспорт
Проходит местная дорога.